# Estadio Monumental Isidro Romero Carbo
El Estadio Monumental Isidro Romero Carbo, denominado oficialmente como Estadio Monumental Banco Pichincha por motivos de patrocinio, es un estadio de fútbol ubicado en la Av. Barcelona en la ciudad de Guayaquil. Fue construido gracias a la iniciativa de Isidro Romero Carbo con la finalidad de que el club tuviera su estadio propio. El estadio se encuentra ubicado a una altitud de solo 21 metros sobre el nivel del mar.
Debido al esfuerzo de empresarios, profesionales y dirigentes; junto con la Compañía General de Construcciones Cia. Ltda., una prestigiosa constructora; los trabajos fueron realizados en un tiempo récord, culminándose la primera etapa, entre 1986 y 1987, con una capacidad para alrededor de 44 000 espectadores. Capacidad que luego aumentaría tras una etapa de ampliación, de 1992 a 1993, para albergar a 57 267 personas reglamentariamente. Cabe recalcar que la capacidad oficial de este escenario deportivo es de 75 000 espectadores, y la máxima que pudo albergar cerca de 90 000.
El estadio ha sido testigo de tres finales de Copa Libertadores de América  en 1990, 1998 y 2022, una final de Copa América en 1993, del Campeonato Mundial de Fútbol Sub-17 de 1995 y de las eliminatorias mundialistas de Italia 1990, Estados Unidos 1994, Francia 1998 y Catar 2022. Four Four Two, una de las revistas más prestigiosas de Europa, eligió a los cien mejores estadios del planeta y ubicó al Monumental de Barcelona en el puesto 17, siendo el tercero mejor de Sudamérica.[cita requerida]
El 29 de octubre de 2022 fue sede de la cuarta final a partido único de la Copa Libertadores de América entre Flamengo y Athletico Paranaense, ambos de Brasil, encuentro al que asistieron 38.517 aficionados.

## Historia
En la década de los ochenta, recién se gestaba la idea de un estadio para Barcelona SC, así que se consiguió el lugar adecuado gracias a gestiones de Xavier Benedetti y Galo Roggiero, es así que el 2 de agosto de 1985 se aprobó el traspaso a nombre del club en el terreno ubicado junto a la ciudadela Bellavista.
Los arquitectos que realizaron el Estadio Monumental fueron Ricardo Mórtola y José Vicente Viteri. La capacidad inicial del estadio fue de 50 000 espectadores, luego se lo amplió a 57 267 personas.
El primer aporte llegó por la vía gubernamental por medio de la Unidad Ejecutora para el Deporte entidad pública adscrito a la Gobernación del Guayas desembolsó un valor de doscientos millones de sucres, en el gobierno de León Febres Cordero, quien en ese entonces era presidente de la república. Luego, se realizaron préstamos a varios bancos y al final la financiación de la obra se la obtuvo con la venta de palcos y suites.[cita requerida]
La FIFA eligió al Estadio Monumental entre los cien mejores estadios del mundo.[cita requerida]
La primera piedra del Estadio Monumental se colocó el 11 de octubre de 1985, y el 27 de diciembre de 1987 fue la preinauguracion; el coste total de la obra ascendió a veintisiete millones de dólares estadounidenses.
El 20 de diciembre de 1987, Barcelona dejó de jugar como local en el Estadio Modelo, pero oficialmente el club hace sus presentaciones como local en su propio estadio desde el 27 de diciembre de 1987. En donde hizo la inauguración (primera fase) enfrentando en un partido amistoso al club uruguayo Peñarol, en el cual lo ganaron los uruguayos por 3-1.
Barcelona SC en mayo de 1988 se realizó una inauguración en honor a la apertura del estadio Monumental un cuadrangular internacional amistoso, la Copa Ciudad de Guayaquil en la que participó el anfitrión e invitó al FC Barcelona de España, a Peñarol de Uruguay (campeón de la Copa Libertadores del 87) y Emelec de Ecuador, este último ganó el cuadrangular por el marcador de 1-0 ante el anfitrión Barcelona SC, el 29 de mayo en el partido de inauguración, ahora llamado «monumentalazo».

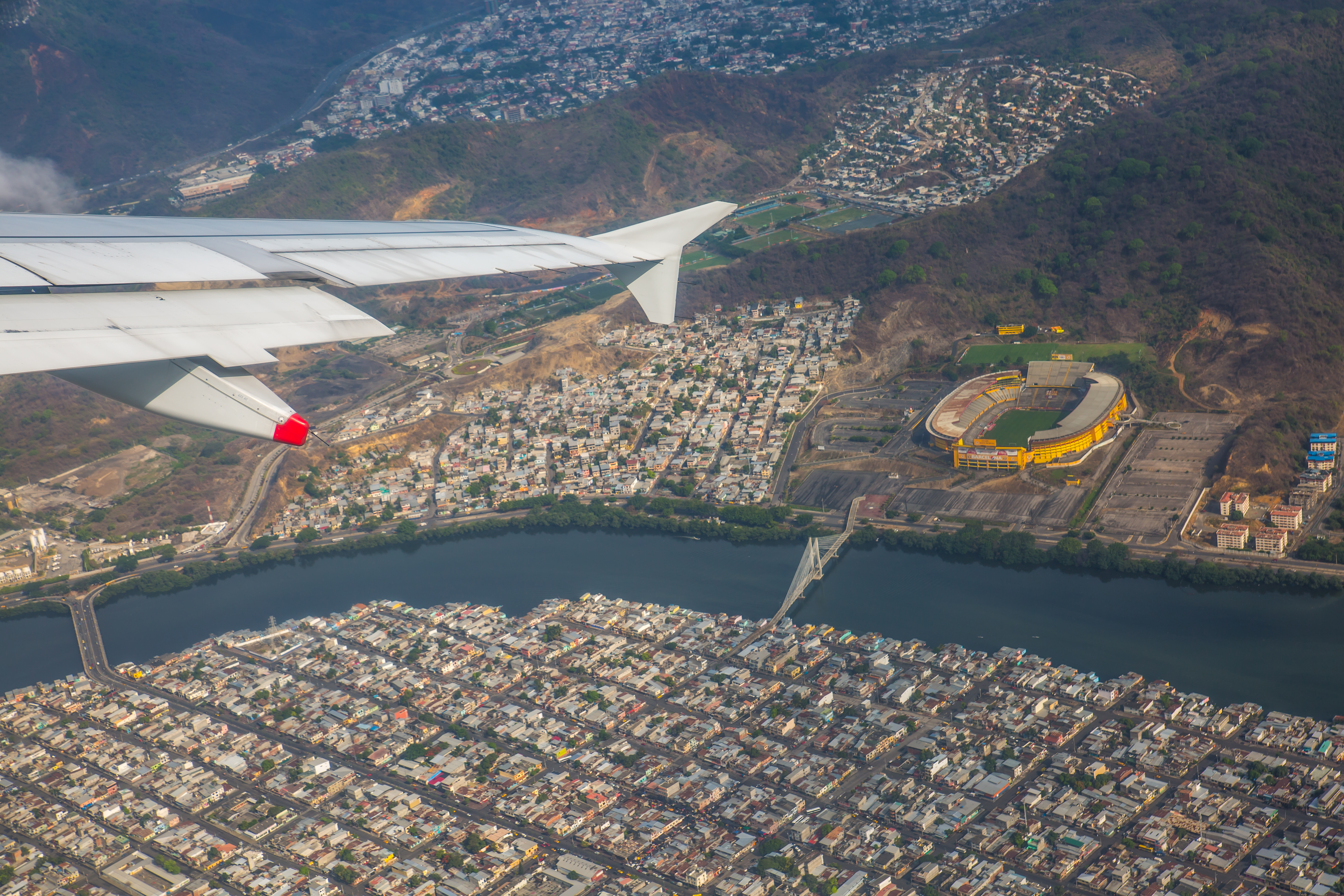
El estadio visto desde un avión.

En octubre de 1988, el Sporting Cristal de Perú es invitado a jugar en dicho recinto, una especie de revancha ante el Barcelona que había sido derrotado 4-0 en la Copa Marlboro disputada en agosto en Estados Unidos. Esta vez fue empate 1-1.

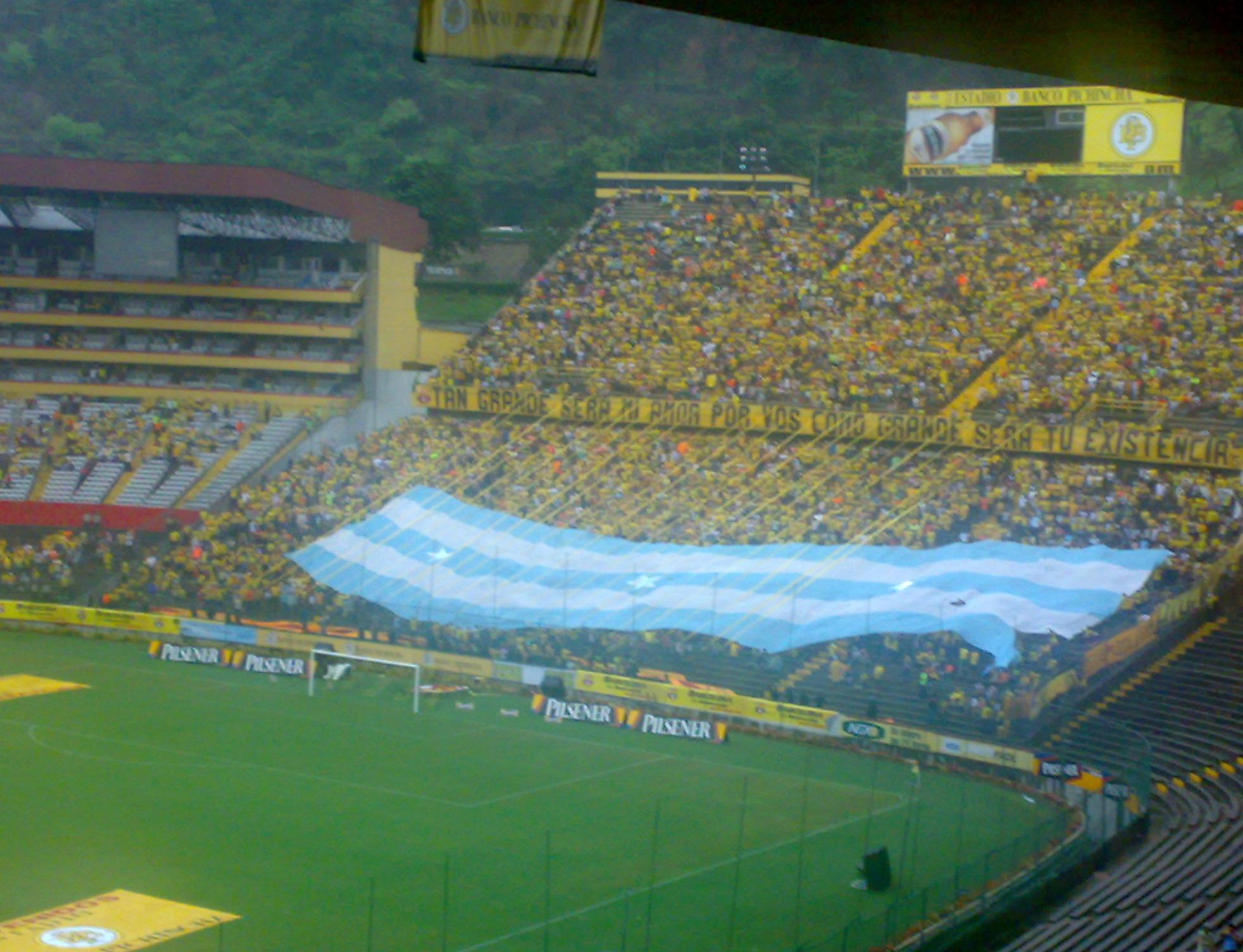
Hinchada del Barcelona Sporting Club en el Estadio Monumental Isidro Romero Carbo.

Durante la presidencia de José Francisco Cevallos, el estadio ha sufrido varias adecuaciones, como la de haber pintado las gradas y la fachada del mismo, posteriormente se colocaron sillas en las localidades de Preferencia (tribuna este) y Palco bajo oeste (antigua tribuna oeste), regeneración de camerinos y la zona mixta. Además, en 2018, se remodelaron las dos Generales Sur y Norte
En el año 2017, en honor a los noventa y dos años de fundación de BSC, una empresa privada, en unión con el Ídolo, realizaron una maqueta tipo puzle del Estadio Monumental.
Es considerado dentro de la lista de estadios de fútbol más bellos del mundo, publicada por la revista 90 minutos, que lo ubica en el puesto 34.[cita requerida]

## Dependencias del estadio
- Palco Oriental: Luciano Macías Argencio.
- Palco Occidental: Vicente Lecaro Coronel
- Edificio Occidental de Suites: Jimmy Montanero Soledispa
- Edificio Oriental de Suites: Washington Muñoz Yance
- General Norte: Enrique Pajarito Cantos
- General Sur: Carlos Muñoz Martínez
- Camerino de Barcelona: Pablo Ansaldo
- Sala Administrativa: Carlos Coello Martínez
- Suite Presidencial: Un Solo Ídolo
- Sala de prensa: Vito Muñoz Ugarte
- Palco de prensa: Mauro Velásquez Villacís
- Sala Médica: Bosco Mendoza Alvarado
- Gimnasio: Carlos Alfaro Moreno
- Edificio de Concentración: Octavio Hernández Valarezo
- Cancha Principal: Alberto Spencer Herrera
- Cancha Alterna: Sigifredo Agapito Chuchuca
- Arco Norte: Carlos Luis Morales
- Arco Sur: José Francisco Cevallos
- Zona Mixta de Prensa: Roberto Meza

## Tablero LED
El tablero LED, marcador electrónico del Estadio Monumental de Barcelona, fue anunciado por primera vez por el presidente de la Comisión de Marketing del equipo canario, Carlos Xavier Pera. Se tenía previsto que para el mes de septiembre de 2013 estuviese instalado, pero esto no ocurrió.
A inicios del año 2014, el 10 de febrero, Barcelona comunicó por medio de la red social Twitter, en su cuenta oficial @BarcelonaSCweb, que dicho tablero se encontraría listo para el mes de junio del mismo año. Nuevamente no fue así.
En el mes de mayo del 2015, se terminaron los trabajos de instalación del nuevo marcador HD. «La pantalla medirá 25 m de ancho por 9 m de alto. Es una pantalla full HD que permitirá interactuar con los hinchas. Será el marcador más grande de Sudamérica y con mejor tecnología», dijo el principal de LED Visión.
El primer partido oficial, con el marcador electrónico LED, se dio el 12 de julio de 2015 (Barcelona Sporting Club 2-Liga de Loja 0).
En enero de 2022 en la General Norte se retiró el marcador electrónico para la instalación de uno más avanzado, ahora en la General Sur, con la novedad de que la pantalla será giratoria. Sin embargo no se dio tal cambio.
En abril de 2023 Carlos Alfaro Moreno, presidente del club, habló sobre el nuevo marcador que se ubicará en la General Norte del estadio Monumental, y estará instalado entre 2 y 3 meses máximo, con una mejora estructura ya que el anterior había perjudicado la estructura de la tribuna.

## Partido de inauguración (primera fase) en el Estadio Monumental[15][20]
| 27 de diciembre de 1987 (UTC-5) | Barcelona SC | 1:3 (0:0) | Club Atlético Peñarol |                                 |  |
|                                 |              |           |                       | Asistencia: 90 000 espectadores |  |

## Eventos internacionales
- Copa Libertadores 1988, vicecampeón 1990, 1991, 1992, 1993, 1994, 1996, vicecampeón 1998, 2003, 2004, 2013, 2015, 2017, 2019, 2020, 2021, 2022, 2023.
- Copa Sudamericana 2002, 2003, 2010, 2012, 2013, 2014, 2016, 2018, 2022.
- Copa Merconorte 1998, 1999, 2000, 2001.
- Copa Conmebol 1995.
- Copa América Ecuador 1993
- Campeonato Mundial de Fútbol Sub-17 Ecuador 1995
- Eliminatorias al Mundial de Italia 1990 en el año 1989. Se jugaron dos partidos: uno contra Colombia, el 3 de septiembre de 1989, y el otro contra Paraguay, el 24 de septiembre de 1989, ambos con un empate y un triunfo de la selección de Ecuador.
- Eliminatorias al Mundial de Estados Unidos 1994 en el año 1993. Se jugaron tres partidos: uno contra Brasil, el 18 de julio de 1993; el otro contra Uruguay, el 5 de septiembre de 1993; y el otro contra Bolivia, el 19 de septiembre de 1993. Con dos empates y una derrota de la selección de Ecuador.
- Eliminatorias al Mundial de Francia 1998 entre 1996 y 1997. Se jugaron dos partidos: uno contra Perú, el 24 de abril de 1996,[21][22] y el otro contra Bolivia, el 12 de octubre de 1997.[23][24] Ambos con triunfos de la selección de Ecuador.
- Eliminatorias al Mundial de Catar 2022. Se jugó dos partidos: el partido Ecuador vs. Bolivia, el 7 de octubre de 2021, con triunfo de 3-0 de la selección de Ecuador y el partido Ecuador vs. Argentina, el 29 de marzo de 2022, con empate de 1-1.

## Encuentros futbolísticos

### Partidos de la Copa América Ecuador 1993
Fue sede de la Copa América 1993 que involucró a Argentina, Colombia, Uruguay, Brasil y México.
En el Estadio Monumental Isidro Romero Carbo se jugaron los siguientes partidos:

#### Grupo C
| 23 de junio de 1993 | Argentina  | 1:1 (1:1) | Colombia  |                                                                     |                                                                     |
|                     | Simeone 2' |           | Rincón 5' | Asistencia: 45 000 espectadores Árbitro(s): Marcio Rezende (Brasil) | Asistencia: 45 000 espectadores Árbitro(s): Marcio Rezende (Brasil) |

#### Cuartos de final
| 26 de junio de 1993 | Colombia  | 1:1 (0:0) | Uruguay       |                                                                                      |                                                                                      |
|                     | Perea 88' |           | Saralegui 63' | Asistencia: 10 000 espectadores Árbitro(s): Juan Francisco Escobar Valdez (Paraguay) | Asistencia: 10 000 espectadores Árbitro(s): Juan Francisco Escobar Valdez (Paraguay) |

| Tiros desde el punto penal |  |     |  |           |
| Asprilla                   |  | 1:1 |  | Pelletti  |
| Mendoza                    |  | 2:2 |  | Saralegui |
| Valderrama                 |  | 3:2 |  | Moas      |
| W. Pérez                   |  | 4:3 |  | Siboldi   |
| Valencia                   |  | 5:3 |  |           |

| 27 de junio de 1993 | Argentina     | 1:1 (1:1) | Brasil     |                                                                   |                                                                   |
|                     | Rodríguez 19' |           | Müller 37' | Asistencia: 25 000 espectadores Árbitro(s): Alberto Tejada (Perú) | Asistencia: 25 000 espectadores Árbitro(s): Alberto Tejada (Perú) |

| Tiros desde el punto penal |  |     |  |                |
| Gorosito                   |  | 1:1 |  | Zinho          |
| Simeone                    |  | 2:2 |  | Cafú           |
| Rodríguez                  |  | 3:3 |  | Müller         |
| Acosta                     |  | 4:4 |  | Roberto Carlos |
| Medina Bello               |  | 5:5 |  | Luisinho       |
| Borelli                    |  | 6:5 |  | Boiadeiro      |

#### Semifinal
| 1 de julio de 1993 | Argentina | 0:0 | Colombia |                                                                    |  |
|                    |           |     |          | Asistencia: 15 000 espectadores Árbitro(s): Jorge Nieves (Uruguay) |  |

| Tiros desde el punto penal |  |     |  |             |
| Gorosito                   |  | 1:1 |  | Rincón      |
| Batistuta                  |  | 2:2 |  | Asprilla    |
| Simeone                    |  | 3:3 |  | Mendoza     |
| Rodríguez                  |  | 4:4 |  | W. Pérez    |
| Acosta                     |  | 5:5 |  | Valderrama  |
| Borelli                    |  | 6:5 |  | Aristizábal |

#### Final
| 4 de julio de 1993 | Argentina         | 2:1 (0:0) | México      |                                                                     |                                                                     |
|                    | Batistuta 63' 74' |           | Galindo 67' | Asistencia: 80 000 espectadores Árbitro(s): Marcio Rezende (Brasil) | Asistencia: 80 000 espectadores Árbitro(s): Marcio Rezende (Brasil) |

### Partidos del Mundial Sub-17 Ecuador 1995
Fue sede de la Copa Mundial de Fútbol Sub-17 de 1995 que involucró a Ecuador con su goleador Victor Teran, Argentina, Brasil, Ghana y Omán.
En el Estadio Monumental Isidro Romero Carbo se jugaron los siguientes partidos:

#### Cuartos de final
| 13 de agosto de 2023 | Argentina                            | 3:1 (1:0) | Ecuador   |                                                                               |                                                                               |
|                      | Mercado 36' (ag) Aimar 46' Gatti 66' |           | Ayala 86' | Asistencia: 60 000 espectadores Árbitro(s): Leslie Irvine (Irlanda del Norte) | Asistencia: 60 000 espectadores Árbitro(s): Leslie Irvine (Irlanda del Norte) |

#### Semifinal
| 17 de agosto de 1995 | Argentina | 0:3 (0:0) | Brasil                          |                                                                    |                                                                    |
|                      |           |           | Rodrigo 74' Rocha 88' Fabio 90' | Asistencia: 3000 espectadores Árbitro(s): Fritz Stuchlik (Austria) | Asistencia: 3000 espectadores Árbitro(s): Fritz Stuchlik (Austria) |

#### Tercer puesto
| 20 de agosto de 1995 | Omán | 0:2 (0:1) | Argentina               |                                                                      |                                                                      |
|                      |      |           | Gatti 20' Cambiasso 71' | Asistencia: 30 000 espectadores Árbitro(s): Said Belqola (Marruecos) | Asistencia: 30 000 espectadores Árbitro(s): Said Belqola (Marruecos) |

#### Final
| 20 de agosto de 1995 | Ghana                           | 3:2 (2:0) | Brasil                     |                                                                               |                                                                               |
|                      | Sule 39' Iddrisu 45' Bentil 49' |           | Juan 47' Marco Antonio 90' | Asistencia: 30 000 espectadores Árbitro(s): Leslie Irvine (Irlanda del Norte) | Asistencia: 30 000 espectadores Árbitro(s): Leslie Irvine (Irlanda del Norte) |

### Partidos de eliminatorias mundialistas

#### Eliminatorias para Italia 1990
| 03 de septiembre de 1989 | Ecuador                                                            | 0:0     | Colombia                                                     |                                                                                              |                                                                                              |
|                          | · Tenorio 28' · Avilés 63' · Cuvi 70' Verduga · Rosero 76' Benítez | Reporte | · 82' Fajardo · Fajardo 83' Usuriaga · Hernández 86' Galeano | Asistencia: 45 000 espectadores Árbitro(s): Ricardo Calabria Abel Gnecco (L1) Juan Bava (L2) | Asistencia: 45 000 espectadores Árbitro(s): Ricardo Calabria Abel Gnecco (L1) Juan Bava (L2) |

| 24 de septiembre de 1989 | Ecuador                              | 3:1 (1:1) | Paraguay  |                                                                           |                                                                           |
|                          | Aguinaga 26' Marsetti 72' Avilés 82' |           | Neffa 18' | Asistencia: 18 000 espectadores Árbitro(s): Arnaldo Cézar Coelho (Brasil) | Asistencia: 18 000 espectadores Árbitro(s): Arnaldo Cézar Coelho (Brasil) |

#### Eliminatorias para Estados Unidos 1994
| 18 de julio de 1993 | Ecuador | 0:0 | Brasil |                                                                             |  |
|                     |         |     |        | Asistencia: 80 000 espectadores Árbitro(s): Juan Carlos Loustau (Argentina) |  |

| 5 de septiembre de 1993 | Ecuador | 0:1 (0:1) | Uruguay  |                                                                   |                                                                   |
|                         |         |           | Sosa 10' | Asistencia: 55 000 espectadores Árbitro(s): Enrique Marín (Chile) | Asistencia: 55 000 espectadores Árbitro(s): Enrique Marín (Chile) |

| 19 de septiembre de 1993 | Ecuador     | 1:1 (0:1) | Bolivia     |                                                                         |                                                                         |
|                          | Noriega 72' |           | Ramallo 45' | Asistencia: 10 000 espectadores Árbitro(s): John Toro Rendón (Colombia) | Asistencia: 10 000 espectadores Árbitro(s): John Toro Rendón (Colombia) |

#### Eliminatorias para Francia 1998
| 24 de abril de 1996 | Ecuador                                    | 4:1 (0:0) | Perú         |                                                                             |                                                                             |
|                     | E. Hurtado 54', 88' Tenorio 65' Gavica 78' |           | Palacios 62' | Asistencia: 60 000 espectadores Árbitro(s): Julio Matto Estoceres (Uruguay) | Asistencia: 60 000 espectadores Árbitro(s): Julio Matto Estoceres (Uruguay) |

| 12 de octubre de 1997 | Ecuador      | 1:0 (1:0) | Bolivia |                                                                           |                                                                           |
|                       | Graziani 27' |           |         | Asistencia: 14.568 espectadores Árbitro(s): Arturo Brizio Carter (México) | Asistencia: 14.568 espectadores Árbitro(s): Arturo Brizio Carter (México) |

#### Eliminatorias para Catar 2022
| 7 de octubre de 2021 | Ecuador                                     | 3:0 (3:0) | Bolivia |                                                                      |                                                                      |
|                      | Michael Estrada 14' Enner Valencia 17', 19' |           |         | Asistencia: 16.000 espectadores Árbitro(s): Wilmer Roldán (Colombia) | Asistencia: 16.000 espectadores Árbitro(s): Wilmer Roldán (Colombia) |

| 29 de marzo de 2022 | Ecuador              | 1:1 (0:1) | Argentina          |                                                                    |                                                                    |
|                     | Enner Valencia 90+3' |           | Julián Álvarez 24' | Asistencia: 59.000 espectadores Árbitro(s): Raphael Claus (Brasil) | Asistencia: 59.000 espectadores Árbitro(s): Raphael Claus (Brasil) |

#### Eliminatorias para Norteamérica 2026
| 14 de noviembre de 2024 | Ecuador                                        | 4:0 (2:0) | Bolivia |                                                                             |                                                                             |
|                         | E. Valencia 26' G. Plata 28', 49' A. Minda 61' |           |         | Asistencia: 30.758 espectadores Árbitro(s): Maximiliano Ramírez (Argentina) | Asistencia: 30.758 espectadores Árbitro(s): Maximiliano Ramírez (Argentina) |

### Finales internacionales
Partido de vuelta final Copa Libertadores 1990
| 10 de octubre de 1990 | Barcelona     | 1:1 (0:0) | Olimpia      |                                 |                                 |
|                       | Trobbiani 61' | Reporte   | Amarilla 80' | Árbitro(s): Juan Carlos Loustau | Árbitro(s): Juan Carlos Loustau |

Partido de vuelta final Copa Libertadores 1998
| 26 de agosto de 1998 | Barcelona    | 1:2 (0:2) | Vasco da Gama             |                              |                              |
|                      | De Ávila 79' | Reporte   | Luizão 24' · Donizete 45' | Árbitro(s): Javier Castrilli | Árbitro(s): Javier Castrilli |

Final Copa Libertadores 2022
| 29 de octubre de 2022 | Flamengo              | 1:0 (1:0) | Athletico Paranaense |                                                  |                                                  |
|                       | Gabriel Barbosa 45+4' | Reporte   |                      | Árbitro(s): Patricio Loustau VAR: Mauro Vigliano | Árbitro(s): Patricio Loustau VAR: Mauro Vigliano |